# Stilpnus rectangulus
Stilpnus rectangulus är en stekelart som beskrevs av Per Abraham Roman 1918. Stilpnus rectangulus ingår i släktet Stilpnus och familjen brokparasitsteklar. Inga underarter finns listade i Catalogue of Life.